# تحريض الإنزيم وتثبيطه
 تحريض الإنزيم هي عملية يقوم فيها الجزيء (مثل الدواء) بتحريض التعبير الجيني عن إنزيم.
تثبيط الإنزيم هي جزيئات ترتبط بالإنزيمات وتقلل من نشاطها بشكل مؤقت أو دائم.
طرق تثبيط الانزيم:
- تثبيط التعبير الجيني عن الإنزيم بواسطة جزيء آخر
- التدخل على مستوى الإنزيم، من خلال كيفية عمل الإنزيم بشكل أساسي. يمكن أن يكون هذا:
- منعًا تنافسيًا (هو انقطاع مسار كيميائي بسبب مادة كيميائية تمنع تأثير مادة أخرى من خلال التنافس معها على الارتباط أو الترابط)
- تثبيطًا غير تنافسي
- تثبيط غير تنافسي
- تثبيط تنافسي جزئي.

وفي حالة كان الجزيء يحث الإنزيمات المسؤولة عن التمثيل الغذائي الخاص به، فإن هذا يسمى الحث الذاتي (أو التثبيط الذاتي في حالة كان هناك تثبيط لعمل الانزيم). تعتبر هذه العمليات هي أشكال معينة من تنظيم التعبير الجيني.
تشكل هذه المصطلحات أهمية خاصة لعلم الأدوية، وعلى وجه الخصوص لعملية التمثيل الغذائي للأدوية وتفاعلات الأدوية. وتنطبق أيضا على البيولوجيا الجزيئية.

## التاريخ
في أواخر الخمسينيات وأوائل الستينيات من القرن الماضي، حيث قام عالما الأحياء الجزيئية الفرنسيان فرانسوا جاكوب وجاك مونود بشرح تحريض الإنزيم وهما أول من قاما بذلك، في سياق أوبرون اللاكتيك للإيشيريشيا كولاي. في حالة عدم وجود اللاكتوز، يقوم بروتين مثبط اللاكتوز المعبرعنه بشكل أساسي بمنطقة المشغل بالارتباط مع الحمض النووي حيث يقوم بمنع نسخ جينات الأوبرا. أما في حالة وجود اللاكتوز، يرتبط اللاكتوز بمانع اللاكتوز، وذلك يؤدي إلى انفصاله عن الحمض النووي فبالتالي يمكن الإستنساخ. أنتجت هذه النظرية بعد 15 عامًا من العمل من قبل مونود وجاكوب وآخرين (بما في ذلك جوشوا ليدربيرج)، جزءا من هذه النظرية كان تفسير لملاحظة مونود للديوكسي. في السابق كانت فرضية موند أن الإنزيمات يمكن أن تتكيف ماديًا مع ركائز جديدة. ومن خلال سلسلة من التجارب التي أجراها جاكوب وآرثر باردي اظهرت في النهاية أن هذا غير صحيح ومما أدى إلى وصولهم إلى النظرية الحديثة، والتي شارك فيها آرثر باردي وجاكوب في جائزة نوبل عام 1965 في علم وظائف الأعضاء أو الطب (مع أندريه لووف).
- مستقبلات أريل الهيدروكربونية

## الفاعلية
محفز مؤشر أو مجرد محفز حيث يقوم بحث متوقع الأيض ذلك من خلال إعطاء المسار الأيضي وتستخدم عادة في سريرية مستقبلية لدراسة التداخل الدوائي.
هناك محرضات قوية ومتوسطة وضعيفة هي عبارة عن الأدوية التي تقلل من المساحة تحت المنحنى لركائز المؤشر الحساسة (الجزيء الذي يعمل علية الانزيم) لمسار أيضي معين بنسبة 80٪ و 50٪ إلى <80٪ و 20٪ إلى <50٪ على التوالي. 

## روابط خارجية
- Enzymologic+Gene+Expression+Regulation في المكتبة الوطنية الأمريكية للطب نظام فهرسة المواضيع الطبية (MeSH).